# شروق الهوساوي
شروق محمد زكريا الهوساوي (مواليد 25 نوفمبر 1994) هي لاعبة كرة قدم سعودية محترفة تلعب في مركز المدافع لصالح نادي الهلال في الدوري السعودي الممتاز للسيدات، وتمثل المنتخب السعودي للسيدات.

## المسيرة مع الأندية

### الهلال
لعبت الهوساوي مع نادي تشالنج SC حتى استحواذ الهلال عليه، وبقيت مع الفريق بعد الانتقال. شاركت لأول مرة مع الفريق في 14 أكتوبر 2022، عندما بدأت في مباراة انتهت بفوز 4–2 ضد الشباب. في 16 ديسمبر 2023، سجلت هدفها الأول مع النادي في مباراة انتهت بفوز 4–2 على إيسترن فليمز، بعد مجهود فردي. في 7 أكتوبر 2024، تم اختيارها ضمن تشكيلة الأسبوع للجولة الثانية من موسم 2024–25.

## المسيرة الدولية
في ديسمبر 2022، تلقت شروق استدعاءها الأول للمنتخب الوطني الأول من قبل المدربة مونيكا ستاب للمشاركة في بطولة دولية ودية أقيمت في الخبر. ظهرت لأول مرة مع المنتخب السعودي الأول في 13 يونيو 2023، حيث دخلت بديلة لدلال عبد اللطيف في الدقيقة 58 من مباراة انتهت بالخسارة 3–1 ضد أندورا.

## الإحصائيات المهنية

### مع الأندية
| الهلال  | 2022–23        | الدوري الممتاز | 14 | 0 | — | — | 14 | 0 |
| الهلال  | 2023–24        | الدوري الممتاز | 14 | 1 | 2 | 0 | 15 | 1 |
| المجموع | إجمالي المسيرة | إجمالي المسيرة | 28 | 1 | 2 | 0 | 29 | 1 |

### مع المنتخب
| المنتخب  | السنة | المباريات | الأهداف |
| -------- | ----- | --------- | ------- |
| السعودية | 2023  | 6         | 0       |
| السعودية | 2024  | 1         | 0       |
| المجموع  | 7     | 0         |         |

## الألقاب
السعودية
- بطولة السعودية الدولية الودية للسيدات: الخبر 2023

## روابط خارجية
- شروق الهوساوي  على سكروي
- شروق الهوساوي على الأرشيف الرياضي العالمي

- شروق الهوساوي على Playmaker Stats
- شروق الهوساوي على Soccerdonna